# 富岡喜平
富岡喜平（とみおか きへい、1932年1月6日-2007年8月14日）は日本の男子自転車競技選手。青森県八戸市出身。
日本大学在学時代の1951年にニューデリーで開催されたアジア競技大会に出場し、個人ロードレースで金メダルを獲得した。1952年にはヘルシンキオリンピックに出場しているが、個人ロードレースは途中棄権、スクラッチレースとタンデムで予選敗退している。
八戸市やぐら横丁にて「富岡輪業」自転車店を開業、のちに1980年代中頃、中居林字平に移転した。
2007年8月14日に肺炎により75歳で亡くなった。